# Odontomachus
Odontomachus, rod grabežljivih mrava mesoždera iz tropskih i suptropskih područja Južne Amerike, Afrike, Azije, Oceanije i nekih djelova jugoistoka Sjedinjenih država. Specifični su zbog svojih čeljusti koje mogu rastvoriti 180°. Rekorderi su u životinjskom carstvu jer svoje čeljusti mogu zaklopiti brzinom od samo 130 mikrosekundi, čim osjetilne dlačice osjete plijen.
Čeljust ovi mravi koriste i kao katapult, kako bi sebe odbacili unatrag i izbjegli napad. Rekorderi u ovim brzinama su mravi vrste O. bauri.
Rod obuhvaća 73 priznatih živih vrsta, i tri fosilne vrste.

## Vrste
1. Odontomachus aciculatus F. Smith, 1863
2. Odontomachus affinis Guerin-Meneville, 1844
3. Odontomachus alius Sorger & Zettel, 2011
4. Odontomachus allolabis Kempf, 1974
5. Odontomachus angulatus Mayr, 1866
6. Odontomachus animosus Smith, 1860
7. Odontomachus assiniensis Emery, 1892
8. Odontomachus banksi Forel, 1910
9. Odontomachus bauri Emery, 1892
10. Odontomachus biolleyi Forel, 1908
11. Odontomachus biumbonatus Brown, 1976
12. Odontomachus bradleyi Brown, 1976
13. Odontomachus brunneus (Patton, 1894)
14. Odontomachus caelatus Brown, 1976
15. Odontomachus cephalotes Smith, 1863 (Indonezija, Australija, etc.)
16. Odontomachus chelifer (Latreille, 1802)
17. Odontomachus circulus Wang, 1993
18. Odontomachus clarus Roger, 1861
19. Odontomachus coquereli Roger, 1861
20. Odontomachus cornutus Stitz, 1933
21. Odontomachus desertorum Wheeler, 1915
22. Odontomachus erythrocephalus Emery, 1890
23. Odontomachus floresensis Brown, 1976 (Indonezija: Flores)
24. Odontomachus fulgidus Wang, 1993
25. Odontomachus granatus Wang, 1993
26. Odontomachus haematodus (Linnaeus, 1758) (Južna Amerika, uvezen u Australiju prije 1876); tipična vrsta
27. Odontomachus hastatus (Fabricius, 1804)
28. Odontomachus imperator Emery, 1887
29. Odontomachus infandus Smith, 1858
30. Odontomachus insularis Guérin-Méneville, 1844
31. Odontomachus kuroiwae (Matsumura, 1912)
32. Odontomachus laticeps Roger, 1861
33. Odontomachus latidens Mayr, 1867
34. Odontomachus latissimus Viehmeyer, 1914
35. Odontomachus malignus Smith, 1859
36. Odontomachus mayi Mann, 1912
37. Odontomachus meinerti Forel, 1905
38. Odontomachus minangkabau Satria, Kurushima, Herwina, Yamane & Eguchi, 2015
39. Odontomachus montanus Stitz, 1925
40. Odontomachus monticola Emery, 1892
41. Odontomachus mormo Brown, 1976
42. Odontomachus nigriceps Smith, 1860
43. Odontomachus opaciventris Forel, 1899
44. Odontomachus opaculus Viehmeyer, 1912
45. †Odontomachus paleomyagra Wappler, Dlussky, Engel, Prokop & Knor, 2014
46. Odontomachus panamensis Forel, 1899
47. Odontomachus papuanus Emery, 1887
48. Odontomachus pararixosus Terayama & Ito, 2014
49. Odontomachus peruanus Stitz, 1933
50. Odontomachus philippinus Emery, 1893
51. Odontomachus procerus Emery, 1893
52. †Odontomachus pseudobauri (De Andrade, 1994)
53. Odontomachus relictus Deyrup & Cover, 2004
54. Odontomachus rixosus Smith, 1857
55. Odontomachus ruficeps Smith, 1858 (Australija)
56. Odontomachus rufithorax Emery, 1911
57. Odontomachus ruginodis Smith, 1937
58. Odontomachus saevissimus Smith, 1858
59. Odontomachus scalptus Brown, 1978
60. Odontomachus schoedli Sorger & Zettel, 2011
61. Odontomachus scifictus Sorger & Zettel, 2011
62. Odontomachus silvestrii W.M. Wheeler, 1927
63. Odontomachus simillimus F. Smith, 1858 (Australija, Fidži, etc.)
64. †Odontomachus spinifer De Andrade, 1994
65. Odontomachus spissus Kempf, 1962
66. Odontomachus sumbensis Brown, 1976
67. Odontomachus tensus Wang, 1993
68. Odontomachus testaceus Emery, 1897
69. Odontomachus troglodytes Santschi, 1914 (Afrika, Madagaskar, Sejšeli)
70. Odontomachus turneri Forel, 1900 (Australija)
71. Odontomachus tyrannicus Smith, 1859
72. Odontomachus xizangensis Wang, 1993
73. Odontomachus yucatecus Brown, 1976

- Odontomachus bauri
- Odontomachus tyrannicus
- Odontomachus assiniensis
- Odontomachus bradleyi
- Odontomachus ruficeps
- Odontomachus bauri, glava
- Odontomachus simillimus, krila